# Stu Jackson
 (juillet 2018).
Si vous disposez d'ouvrages ou d'articles de référence ou si vous connaissez des sites web de qualité traitant du thème abordé ici, merci de compléter l'article en donnant les références utiles à sa vérifiabilité et en les liant à la section « Notes et références ».
Stu Jackson, né le 11 décembre 1955, à Reading, en Pennsylvanie, est un ancien joueur, entraîneur et dirigeant américain de basket-ball. Il évolue au poste d'ailier. Il a été manager général des Grizzlies de Vancouver. Il a également été vice-président exécutif de la NBA. Il occupe actuellement le poste de directeur des opérations basket de l'Élan béarnais.